# Science Translational Medicine
Science Translational Medicine — це міждисциплінарний біомедичний науковий журнал, заснований у жовтні 2009 року Американською асоціацією сприяння розвитку науки. Він публікує фундаментальні, біомедичні, трансляційні (експериментальні) та клінічні дослідження захворювань людини, методів їх профілактики, діагностики та лікування. За даними Web of Science, імпакт-фактор журналу на 2021 рік становить 19,319.

## Місія та сфера діяльності

### Місія
Science Translational Medicine — це щотижневий онлайн-журнал, який публікує дослідження на стику науки, техніки та медицини. Метою Science Translational Medicine є сприяння здоров’ю людини шляхом надання форуму для передачі останніх досягнень у дослідженнях біомедичних, трансляційних і клінічних дослідників з усіх усталених і нових дисциплін, пов’язаних з медициною, та перетворення цих знань на ефективні нові методи лікування та заходи охорони здоров’я. Science Translational Medicine прагне публікувати статті, які заповнюють прогалини в наукових знаннях на стику доклінічних досліджень і медичних застосувань, щоб прискорити перетворення цих знань на нові способи запобігання, діагностики та лікування захворювань людини.

### Зміст
публікує оригінальні, рецензовані науково-обґрунтовані дослідницькі статті, які повідомляють про успішні досягнення на шляху до покращення життя пацієнтів.

### Область застосування
Серцево-судинні захворювання, імунологія/вакцини, метаболізм/діабет/ожиріння, нейронаука/неврологія/психіатрія, онкопатології, інфекційні захворювання, поведінка, біоінженерія та біомедична інженерія, хімічна геноміка/відкриття ліків, медична візуалізація, прикладні фізичні науки, медичні нанотехнології (див. Наномедицина), доставка ліків, біомаркери, генна терапія, регенеративна медицина, токсикологія та фармакокінетика, інтелектуальний аналіз даних, культура клітин, дослідження тварин і людей, медична інформатика та інші міждисциплінарні підходи до медицини.

### Приклади вмісту
Приклади публікацій в Science Translational Medicine:
- Дослідження біології людини з акцентом на хворобах, у тому числі невеликі клінічні випробування
- Дослідження моделей захворювань людини з значними наслідками для лікування захворювань
- Фокус, перспективи та огляди, які обговорюють медичні дослідження з фундаментальної наукової та клінічної точок зору
- Коментар щодо питань політики, фінансування, освіти та регулювання в трансляційній медицині
- Огляд останніх важливих знахідок з інших публікацій (вибір редакції)
- Спеціальні випуски, які містять вичерпні огляди та аналіз актуальних тем трансляційної медицини

### Аудиторія
Дослідники та керівництво в наукових колах, уряді, біотехнологічній та фармацевтичній промисловості; лікарі-вчені; регулятори; політики; інвестори; розробники бізнесу; та фінансові агентства.

## Реферування та індексування
Журнал реферується та індексується основними службами з фокусом на медицині та біології, включаючи Science Citation Index і Web of Science, Index Medicus/MEDLINE/PubMed і Scopus.